# سام شافران

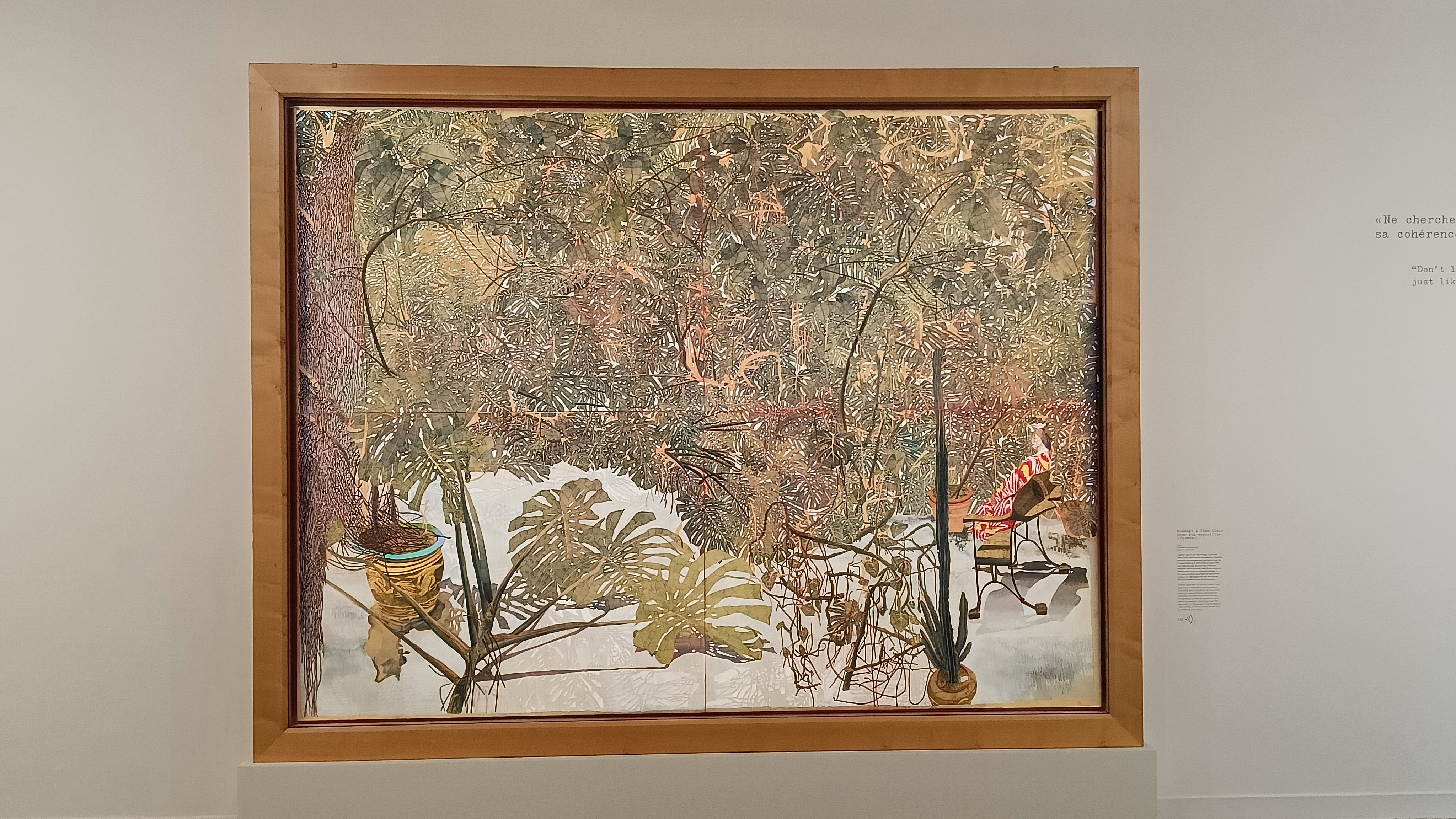
نمایی از یک‌تابلوی نقاشی اثری از سام شافران

سام شافران (Sam Szafran) (۱۹ نوامبر ۱۹۳۴–۱۴ سپتامبر ۲۰۱۹) نقاش اهل فرانسه بود. سام شافران (سافران) پس از دوران پر فراز و نشیب بچگی که به دلیل جنگ جهانی دوم خارج از فرانسه سپری کرد به فرانسه برگشت و در چند کلاس شبانه (عصرانه) طراحی در مدارس شهر پاریس ثبت‌نام کرد و آموزش دید و البته زندگی متزلزلی را گذراند. بین سال‌های ۱۹۵۳ و ۱۹۵۸، او در آکادمی Grande Chaumière در پاریس، جایی که هانری گوتز تدریس می‌کرد، شرکت کرد و با هنرمندان بسیاری در آنجا آشنا شد. او کلاژهای کورت شویترز، مواد و بافت دوبوفه، هانتای و برنارد رکیشو را کشف نمود و سپس اولین آثار انتزاعی و اولین کلاژهای خود را تولید کرد.